# Джурджу, Габриэл
Габриэл Нику Джурджу (рум. Gabriel Nicu Giurgiu; родился 3 сентября 1982 года, Клуж-Напока, Румыния) — румынский футболист, полузащитник румынского клуба «Университатя» из города Клуж-Напока.

## Карьера

### Клубная
Джурджу начал свою карьеру в «Университате» Клуж-Напока. В январе 2007 года подписал контракт с «Оцелулом». После серии хороших выступлений в августе 2007 года был приобретён казанским «Рубином». В чемпионате России дебютировал 1 сентября в выездном матче 23-го тура против «Амкара», выйдя на замену на 61-й минуте матча вместо Ансара Аюпова. В январе 2008 года он был отдан в аренду обратно в «Оцелул» до конца сезона. В мае того же года вернулся в «Рубин». В январе 2009 года вновь подписал полноценный контракт с «Оцелулом». В сезоне 2014/2015 играл в Израиле за «Маккаби» Нетания, следующий сезон провёл в «Конкордии» Кьяжна. С 2016 года вновь выступает за «Университатю» (Клуж).

### В сборной
Джурджу дебютировал за сборную Румынии 7 июня 2011 года в возрасте 28 лет в товарищеской игре против Бразилии. Четырьмя днями спустя сыграл против Парагвая.